# 그림자 없는 여자
그림자 없는 여자는 1970년 공개된 대한민국의 영화이다.

## 배역
- 신성일
- 김지미
- 김혜경
- 김성옥